# Eremitorio de San Pedro
El eremitorio de San Pedro es una iglesia rupestre románica ubicada en Argés, pedanía de la población de Valle de Manzanedo, provincia de Burgos, España. También se le conoce por el nombre de Cueva de los gitanos.

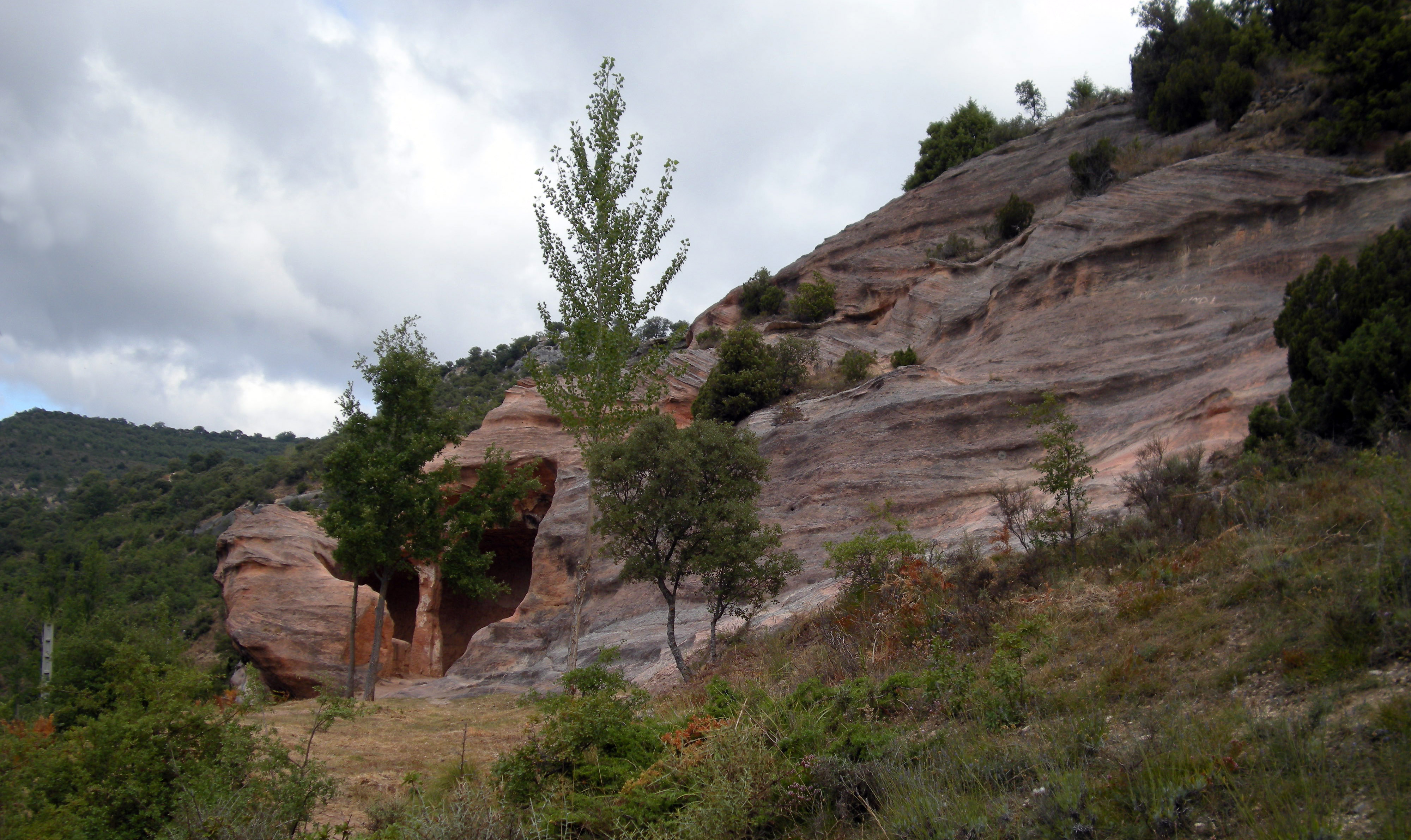
Eremitorio de Argés.

## Ubicación
El eremitorio se alza sobre el río Ebro, a unos 30 metros sobre él, sólo pudiendo acceder a él a través de un pequeño sendero que se encuentra en la carretera entre Incinillas y valle de Manzanedo. Su poca accesibilidad es uno de los motivos de su conservación, si bien es muy deficiente, tanto por el paso del tiempo tanto por el material, pues está excavado en roca arenisca.
Coordenadas:
Latitud: 42.89090576073557 (42º 53' 27.26" N)
Longitud: -3.6671468580611872 (3º 40' 1.73" W)

## Historia
Se supone que su origen estaría en la repoblación de la provincia durante los siglos IX y X, cuando se construyeron monasterios e iglesias por todas las zonas replobadas cercanas al río Ebro. Si bien muchas de estas construcciones fueron abandonadas con el paso del tiempo, el eremitorio de San Pedro fue reformado y ampliado para que sirviera en los nuevos usos litúrgicos. Pero su datación exacta es muy difícil, ya que su estado de conservación es deficiente. Seguramente sus dos naves no fueron excavadas a la vez, sino en dos etapas, comunicándose por arcos de herradura (víd. sub la descripción del templo). La segunda nave (nave del Evangelio) se habría añadido en el siglo XII, seguramente por necesitar albergar a más fieles, tratando de imitar los edificios románicos de cantería.

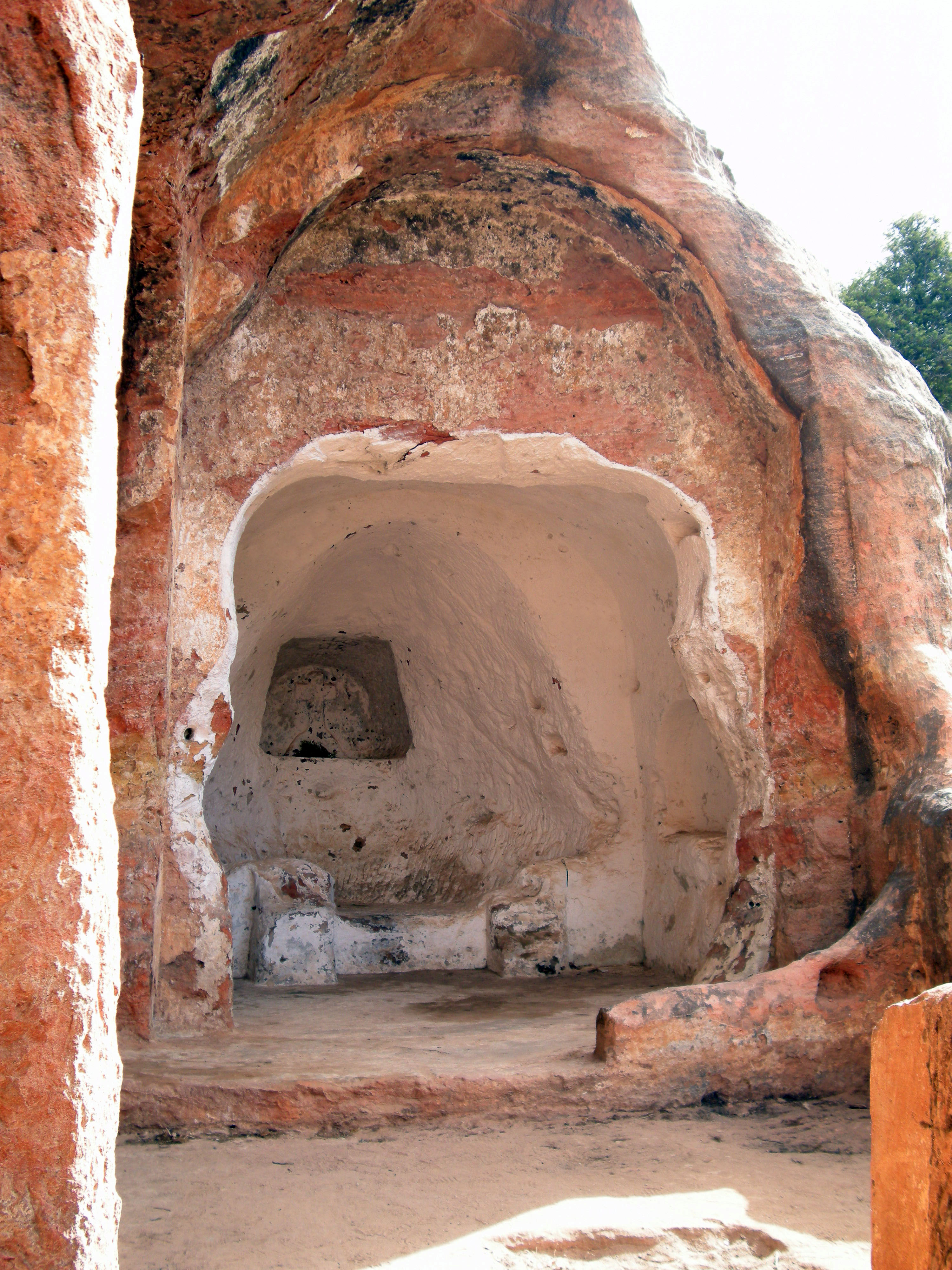
Altar del eremitorio de Argés.

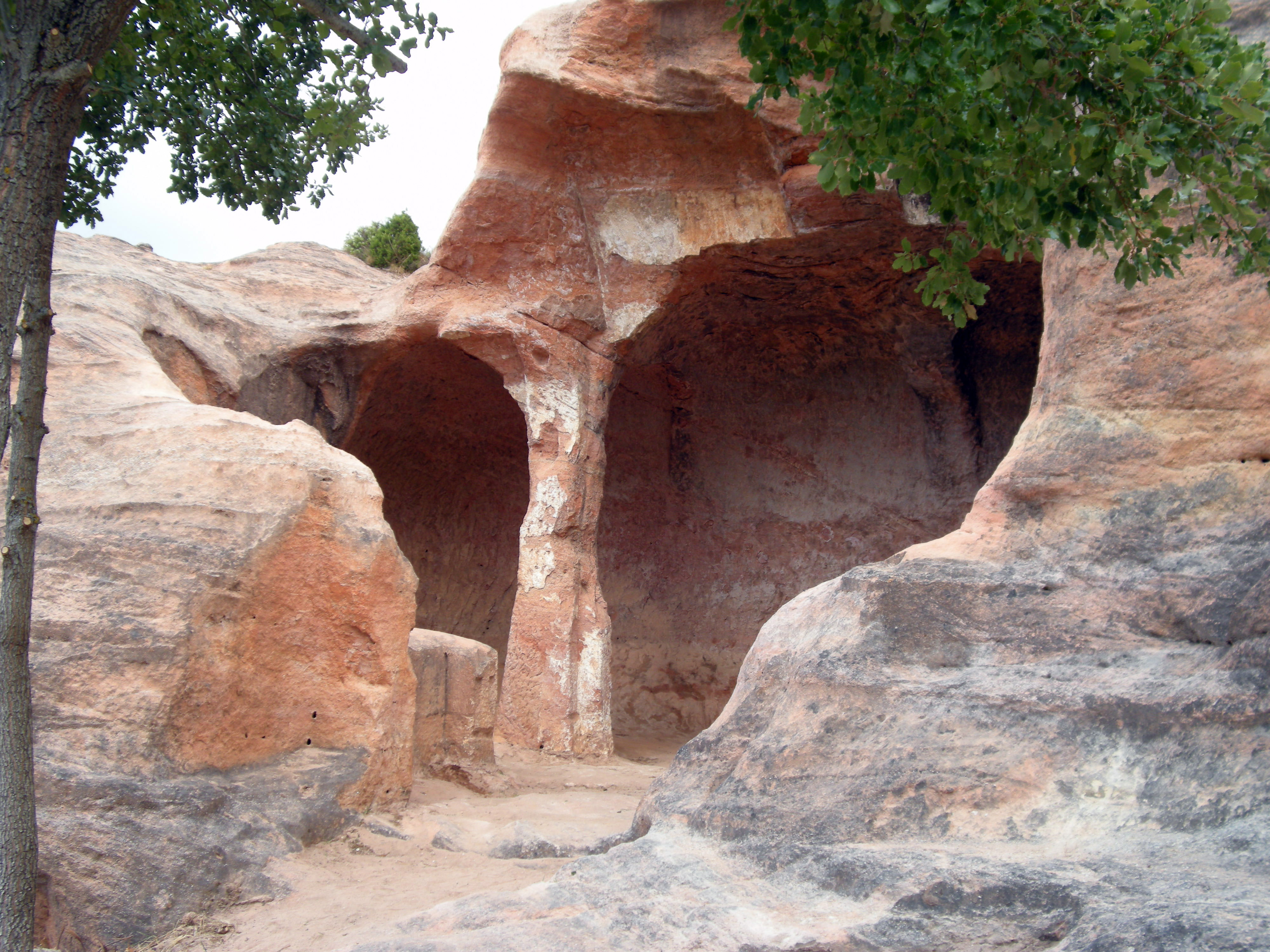
Entrada del eremitorio de Argés.

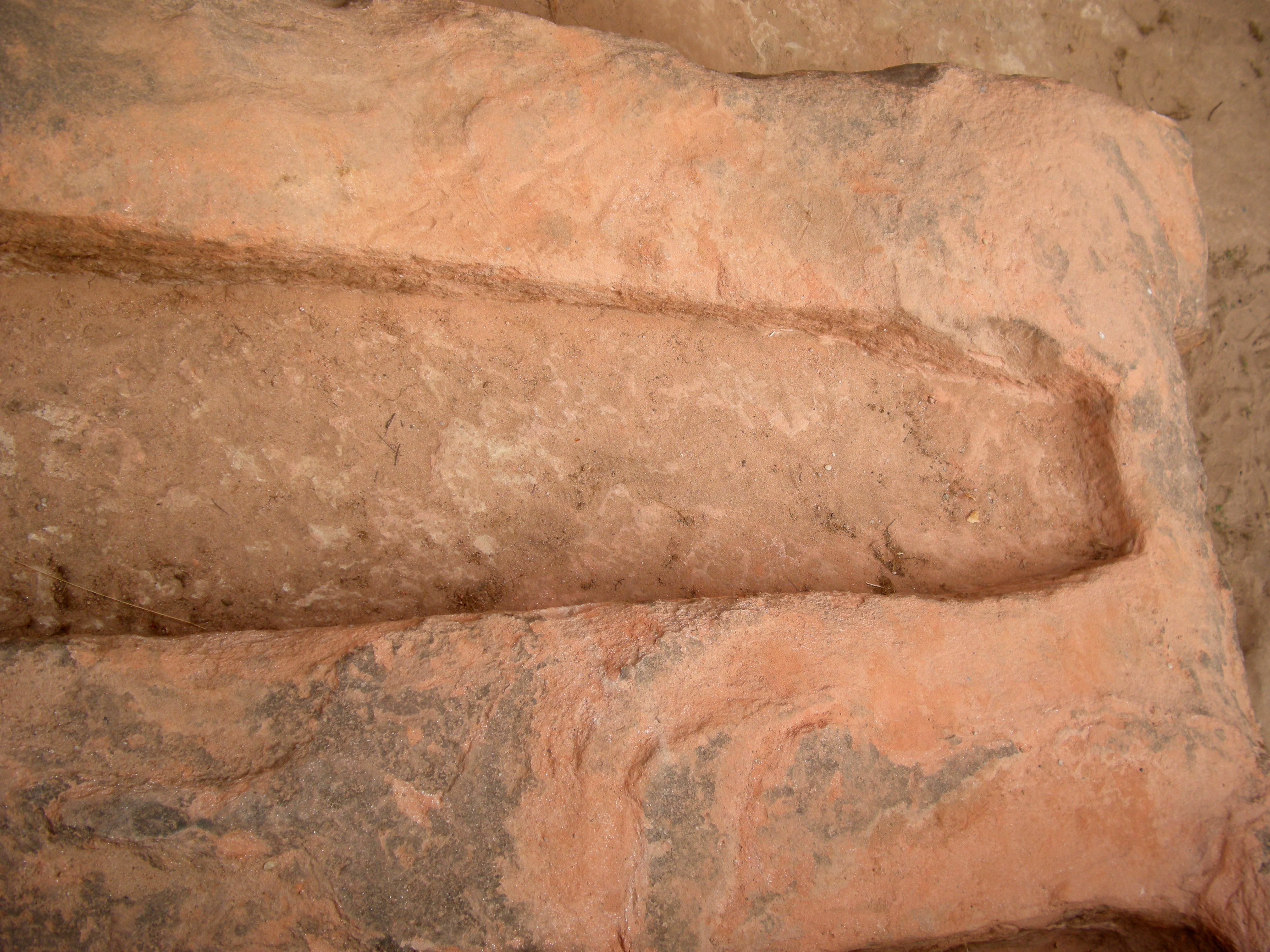
Detalle de una tumba del Eremitorio de Argés.

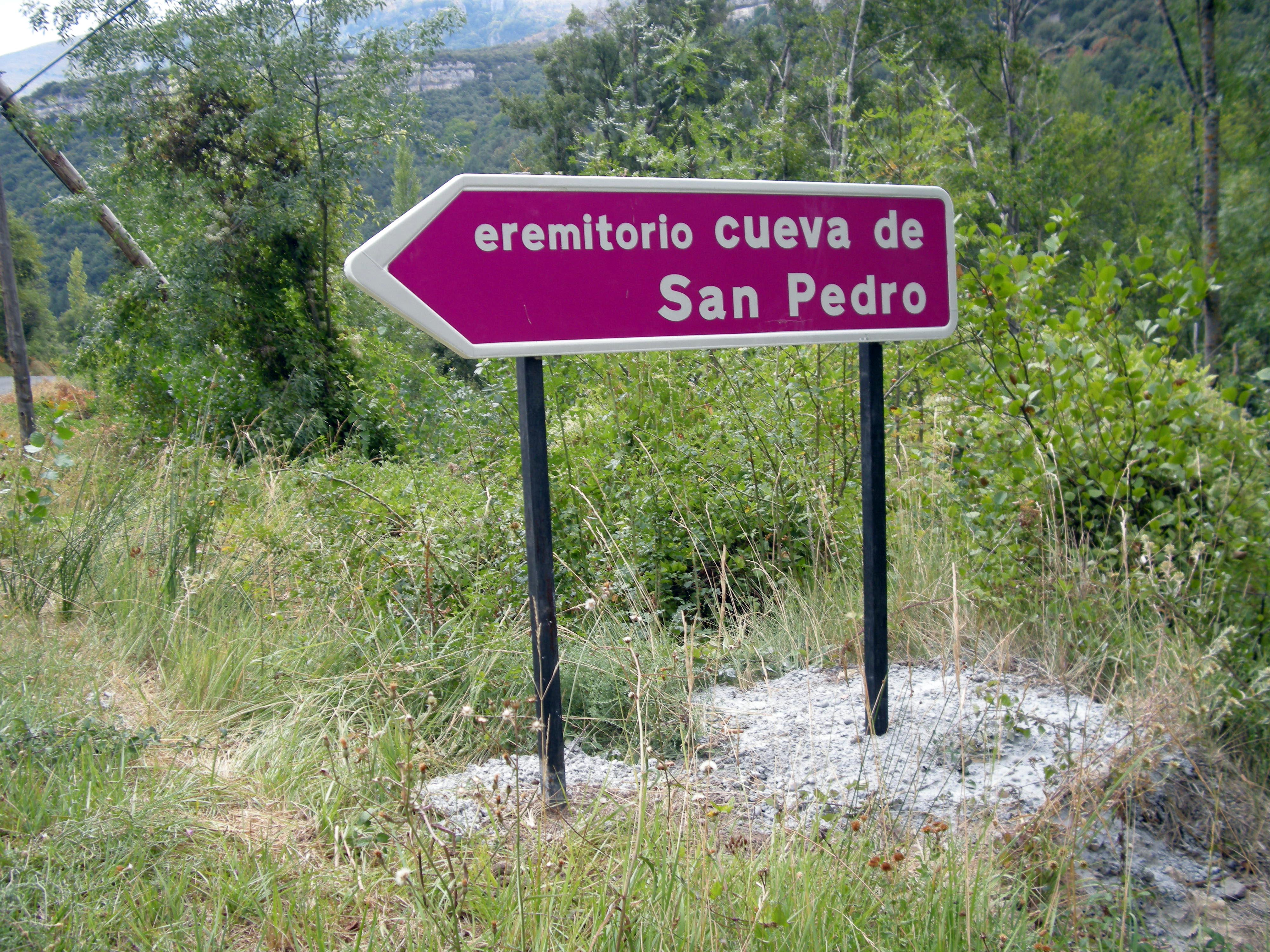
Señalización desde la carretera del Eremitorio de Argés.

Con el nombre de Faracjes aparece en un documento de 1237, como uno de los lugares propiedad del monasterio de Rioseco. Más tarde, en el siglo XIV, aparece en el Libro Becerro de las Behetrías como perteneciente a don Pedro Fernández de Velasco, aunque todavía tenían allí dos solares los abades de Rioseco y de San Martín de Elines. 

## Descripción
Este eremitorio es un ejemplo de iglesia rupestre románica, punto de peregrinación de turistas en la provincia. Consiste en dos naves desiguales, rematadas en ábsides curvos y separadas en origen por tres arcos formeros apoyados sobre pilares. Las dos naves estaban cubiertas por bóvedas de cañón (la formada por el arco de medio punto típico del románico), bóvedas que no se conservan, si bien se aprecia que estaban divididas en tres tramos por medio de arcos fajones tallados en la propia roca.
La nave principal tenía dos tramos de la bóveda y se remataba con una cabecera de menor altura que estaba formada, además de por un tramo de bóveda de cañón recto, por un ábside semicircular que estaba cubierto por una bóveda de horno apuntada, la cual arranca desde el suelo.

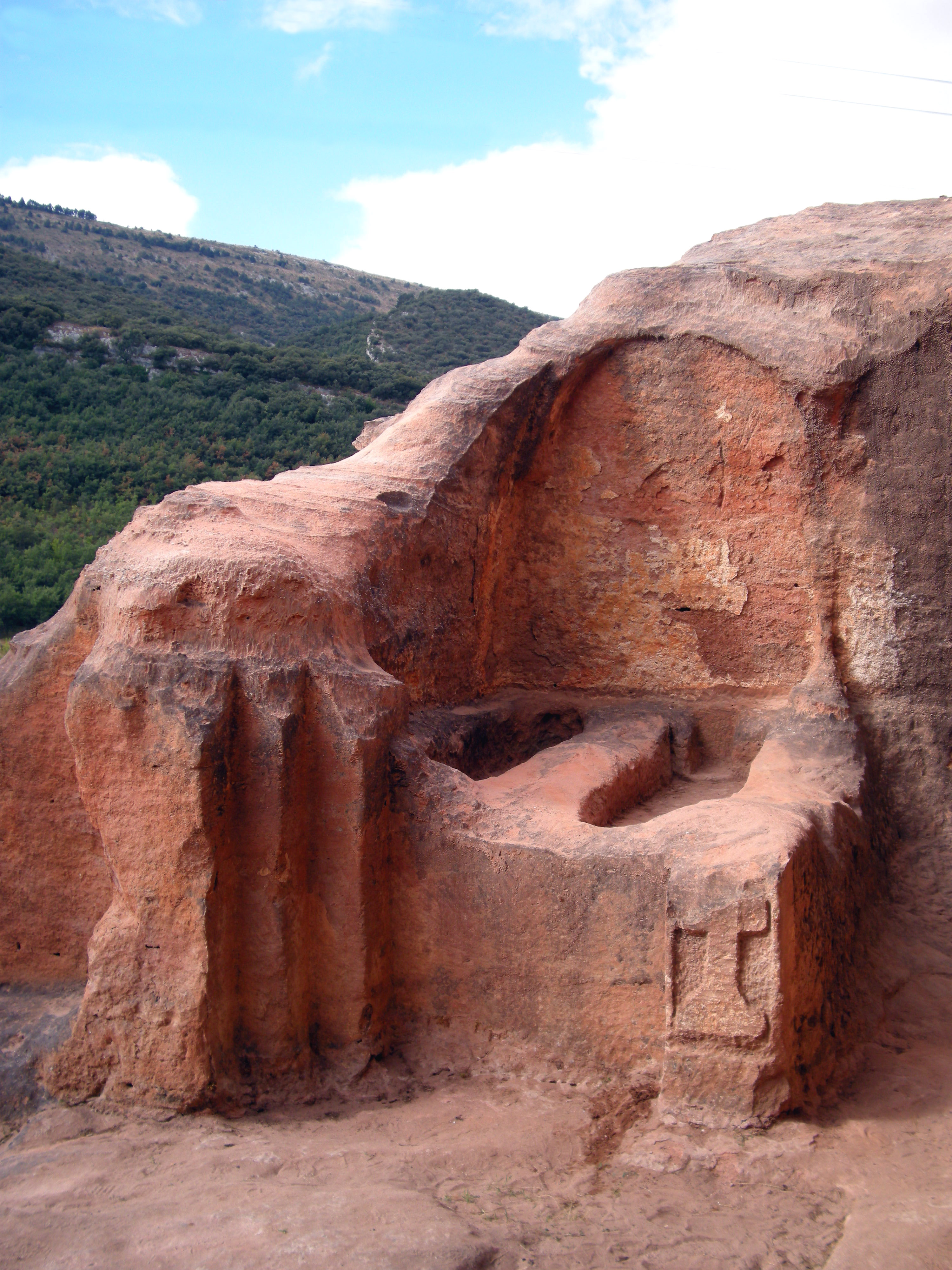
Tumbas del eremitorio de Argés.

Se conservan elementos propios de la arquitectura de la alta Edad Media, relacionados con la liturgia hispánica de esa época, como los restos de tres canceles sucesivos: uno en el tramo curvo, otro bajo el arco triunfal y otro coincidiendo con el inicio de la nave.
Además pueden observartes tres credencias, que están excavadas en las paredes del presbiterio y del testero. También pueden verse los mechinales en los que debían reposar vigas de madera, seguramente para aguantar cortinas. 
En el centro de la nave, bien para una pila bautismal, bien para un enterramiento posterior. Al pie de la nave principal, separado de ésta por dos arcos de herradura que no se conservan, se dispuso un espacio como capilla funeraria, con dos tumbas antropomorfas excavadas sobre un pedestal. 
La nave pequeña, llamada nave del Evangelio se conserva mucho mejor. La capilla de esta no tiene canceles y su bóveda constituye un cuarto de esfera.El altar se haya excavado con forma de semicírculo.
ar excavada en el tramo semicircular. 
Estas manifestaciones rupestres plantean grandes problemas a la hora de fijar su cronología pues en la mayor parte de los casos han llegado hasta nuestros días en un estado de conservación muy deficiente, motivado unas veces por el derrumbe de su estructura y otras por el use que han recibido en época más reciente, especialmente como refugio de transeúntes. En el caso del eremitorio de San Pedro, también conocido como "Cueva de los gitanos" creemos que se excavó en dos campañas diferentes, siguiendo así la opinión vertida en su día por Monreal Jimeno que realizó un estudio detallado del mismo. El primitivo habitáculo altomedieval comprendía únicamente el espacio correspondiente a la nave de la epístola y a su cabecera que se comunicaban probablemente a través de dos pequeños arcos de herradura apoyados en un soporte central, según se desprende de la curvatura que presenta en sus extremos el actual arco triunfal. Esta solución debía de ser muy parecida a la que hoy podemos ver en el eremitorio palentino de San Pelayo de Villacibio. En torno al siglo XII, tal vez por las necesidades del culto o por el aumento de los parroquianos, se añadió la nave del evangelio al tiempo que se reformaba también el ábside de la anterior y el mencionado arco triunfal. Esta nueva fase se realizó tratando de imitar sobre la roca los elementos constructivos propios de los edificios románicos de cantería, de modo especial las bóvedas con fajones, al estilo por ejemplo de lo que se puede ver en Olleros de Pisuerga.